# 알렉토

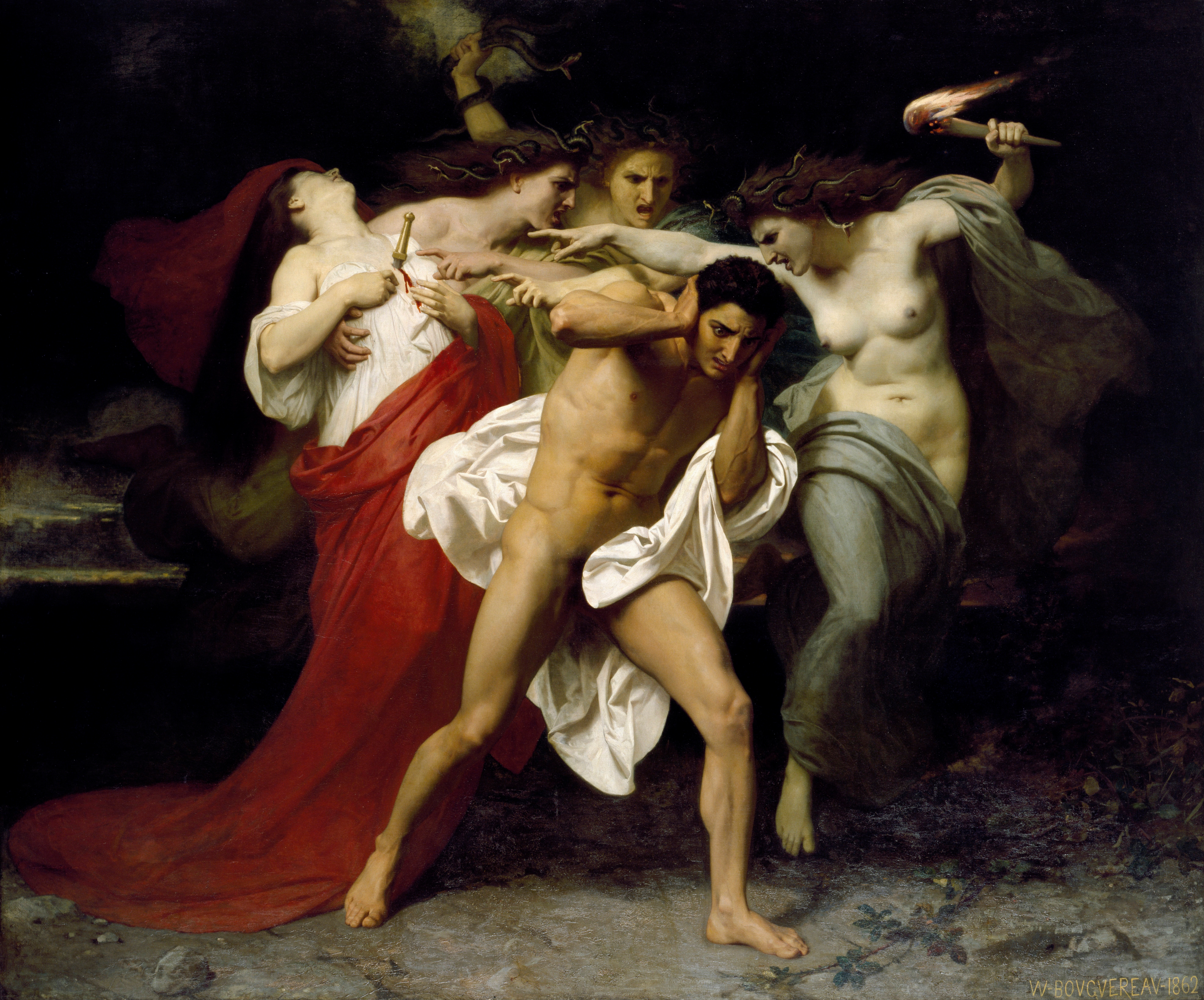

알렉토(Ἀληκτώ, Alekto; Ἀλληκτώ, Allekto, Alecto)는 그리스 신화에 등장하는 에리니에스의 하나다. 「그치지 않는 사람」의 뜻.
헤시오도스에 의하면, 크로노스가 우라노스를 거세했을 때 우라노스로부터 흘러나온 피에 의해서 수태한 가이아의 딸이다. 그녀의 자매는 티시포네(en)와 메가에라(en)다.
알렉토는, 도덕적인 죄악(예를 들면 화냄), 특히 그것들이 다른 사람들에 대한 것이면, 그것을 비난하는 역할을 가진 엘리니에스다. 후자의 역할에, 신에 대한 죄악을 비난 하는 것인가의 차이는 있지만, 그녀의 역할은 네메시스의 그것과 매우 비슷하다. 알렉토는 베르길리우스의 「아이네이스」에, 그리고 또 단테의 「지옥편」에, 3명 에리니에스의 1명으로서 등장한다.

## 같이 보기
- 그리스 신화의 신들의 계보
- 알렉토 (소행성)